# 여소룡
여소룡(중국어: 呂小龍, 영어: Bruce Le, 본명: 황건룡, 본명 한자: 黃建龍, 중국어 간체자: 黄建龙, 1950년 6월 5일 ~ )은 홍콩의 무술인이자 영화 배우 겸 영화 감독이다. 1970~1980년대 '브루스플로이테이션'이라 불리는, 이소룡의 영화를 모방한 다수의 아류작에서 주연으로 등장했다. 짝퉁 이소룡 역할을 하였다.

## 생애
1950년 버마에서 태어났다. 어린 시절부터 무술에 능해 청년 시절, 한국 배우 남석훈에 의해 발탁되어 무술배우로서 활동하게 된다.
그는 초기에는 이수현 주연의 <슈퍼 인프라맨(Super Inframan)>(1975)등에서 조연으로 등장했고, 1976년에는 영화 <인터폴(龍拳精武指,Bruce's Deadly Finger)>(1976)에 출연한 것을 계기로 이소룡의 모방 배우로 활동하게 된다.
이후에는 <십자수권(Enter The Game Of Death>(1978), <용적영자(Chinese Stuntman)>(1981) 등의 영화에 주연으로 등장해, 강철같은 근육과 뛰어난 무술실력으로 인기를 얻었다.
이소룡 열풍이 지나간 후 대부분의 모방 배우들이 입지를 잃은 상황에서도 활동 범위를 확대하여 미국의 B급 액션물인 <Misson Terminate>(1985)에서는 리처드 노튼과 함께 주연으로 출연하기도 했고,
스페인의 컬트 호러영화 <피시즈(Pieces>(1982)에서도 가라데사범 역으로 등장했다.
1990년 대 이후에는 영화 감독으로 두각을 나타내어 <흑색주랑(黑色走廊, Black Spot>(1990), <귀호(狐道, Ghost Of The Fox>(1991)등의 영화를 연출했다.
최근에는 일본군 위안부 문제를 다룬 영화 <여명의 눈(黎明之眼, The Eyes of Dawn(2014))>을 연출하여 화제가 되기도 했다.

## 출연 작품

### 영화
- 《여명의 눈물》 (2014년)
- 《이소룡과 쿵후 매니아》 (1992년)
- 《정신대》 (1992년)
- 《귀호》 (1991년)
- 《흑색주랑》 (1990년)
- 《용화장성》 (1990년)
- 《드래곤 스토리》(1984년)
- 《흉종》 (1982년)
- 《결투사망탑》(1981년)
- 《용적영자》 (1981년)
- 《취사소자》 (1980년)
- 《신룡맹탐》 (1980년)
- 《소권괴초 3》 (1980년)
- 《브루스 더 슈퍼 히어로》 (1979년)
- 《화소소림문》 (1978년)
- 《달마철지공》 (1978년)
- 《벽력용권》 (1978년)
- 《십자수권》 (1978년)
- 《돌아온 불범》 (1978년)
- 《불타는 정무문》 (1978년)
- 《브루스 리의 클론들》 (1977년)
- 《맹룡노호》 (1977년)
- 《유성검》 (1977년)
- 《속 정무문》 (1977년)
- 《당산대형 2》 (1976년)
- 《슈퍼 인프라맨》 (1975년)
- 《홍콩73》 (1974년)